# Ägyptische Volleyballnationalmannschaft der Frauen
Die ägyptische Volleyballnationalmannschaft der Frauen ist eine Auswahl der besten ägyptischen Spielerinnen, die die Egyptian Volleyball Federation bei internationalen Turnieren und Länderspielen repräsentiert.

## Geschichte

### Weltmeisterschaft
Bei der ersten Teilnahme an einer Volleyball-Weltmeisterschaft belegten die ägyptischen Frauen den 16. Rang. Bei den Turnieren 2002 und 2006 reichte es jeweils nur noch zu Platz 21.

### Olympische Spiele
Ägypten konnte sich zum ersten Mal 2024 für Olympische Spiele in Paris qualifizieren.

### Afrikameisterschaft
Die erste Volleyball-Afrikameisterschaft gewann Ägypten im eigenen Land gegen Tunesien. 1985 gelang Tunesien die Revanche und 1987 wurden die Ägypterinnen Dritter. 1991 und 1993 unterlagen sie jeweils im Finale gegen Kenia. Zehn Jahre später besiegten sie den gleichen Gegner und holten zum zweiten Mal den kontinentalen Titel. 2005 wurden die ägyptischen Frauen Dritter. 2007 verpassten sie als Vierter erstmals die Medaillenränge.

### World Cup
Beim World Cup 1995 und 2003 belegte Ägypten den zwölften Platz.

### World Grand Prix
Der World Grand Prix fand bisher ohne ägyptische Beteiligung statt.